# São João Baptista

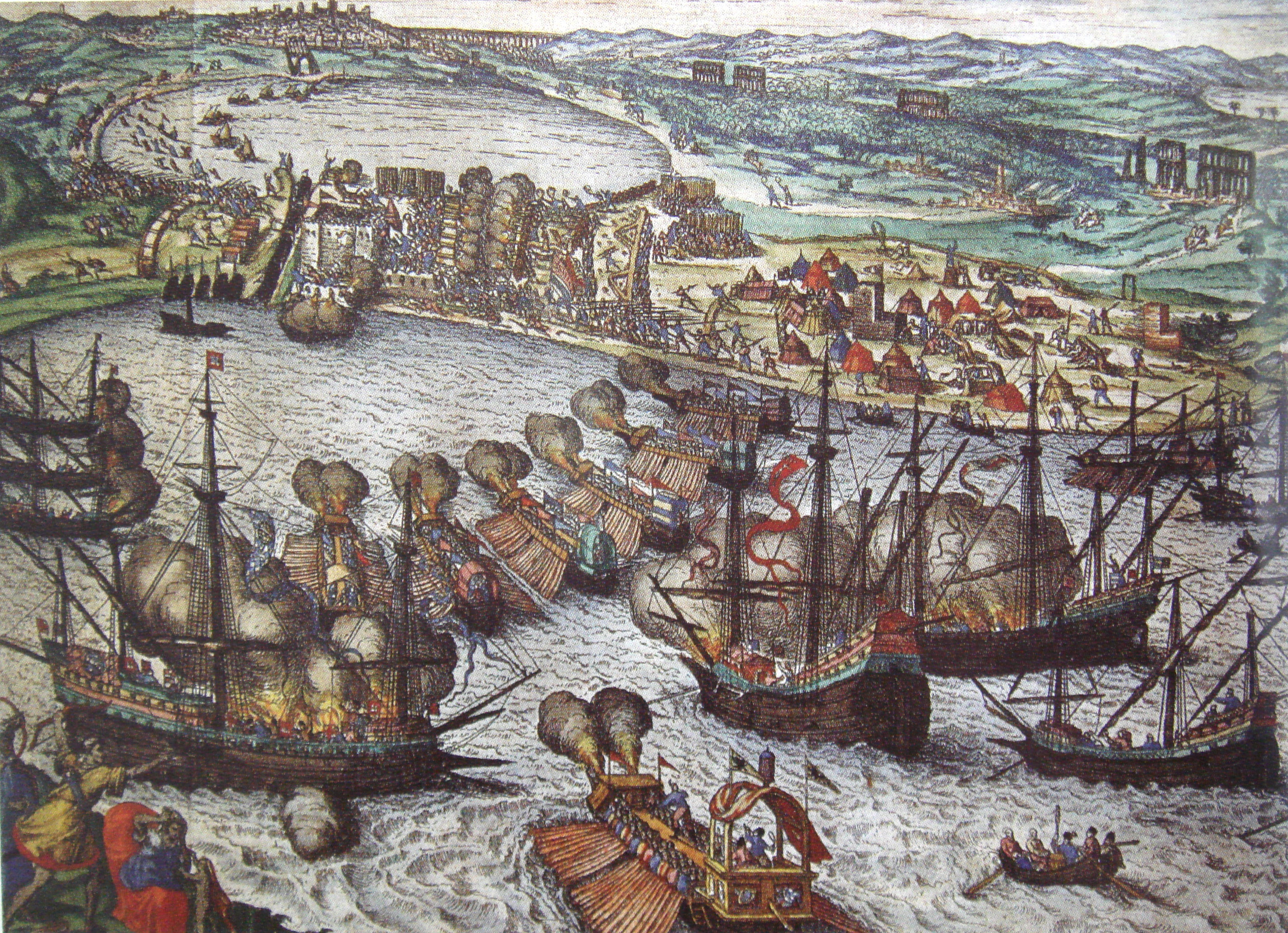
«Святий Іван Хреститель» на передньому плані обстрілює Голету.

«Сан-Жуан-Батіста» (порт. São João Baptista, дослівно — Святи́й Іва́н Хрести́тель) — португальський галеон першої половини XVI століття. Мав на борту 366 бронзових гармат, за що отримав популярну назву «Ботафогу» (порт. Botafogo — запальний).
Водотоннажність — до 1000 тонн. Найбільший європейський бойовий корабель свого часу. Використовувався у португальському флоті в Атлантиці й Середземномор'ї. Був орендований імператором Карлом V для участі в Туніському поході 1535 року, під час якого зіграв важливу роль. Під командуванням Луїша Безького таран корабля пробив ланцюги гавані Ла-Голетти, завдяки чому війська християнської коаліції дісталися до Туніса й здобули його. Командир корабельної артилерії Жуан де Соза-Перейра, відомий за прізвиськом корабля «Ботафогу», згодом переїхав до Бразилії, де отримав від корони земельний наділ. На його основі виник відомий район Ботафогу в бразильському Ріо-де-Жанейро.